# ألبا (اسم)
ألبا هو اسم مؤنث من أصل لاتينى في صيغته الإسبانية. ومعناه هو «الفجر» ويمكن أيضا اشتقاقه من الاتينى albus/alba/album.

## شخصيات مشهورة
- ألبا كاريلو، عارضة أزياء أسبانية ومشهورة
- ألبا فلوريس، ممثلة أسبانية.
- ألبا مولينا، مغنية أسبانية
- ألبا موخيكا، ممثلة سينما ومسرح أرجنتينية
- ألبا روبالو، محامية وسياسية أوروجواية
- ألبا روفرزي، ممثلة فنزويلية
- ألبا ريكو، مغنية أسبانية
- ألبا ريتشى، مغنى أسبانى
- ألبا ريج، مغنية أسبانية.
- ألبا تورينس، لاعبة كرة سلة أسبانية، اختيرت من قبل الاتحاد الدولى لكرة السلة كأفضل لاعبة في أوروبا في عام 2011 و2014.

## فهرس
- Yáñez Solana، Manuel (1995). El gran libro de los Nombres. M. E. Editores، Madrid. ISBN 84-495-0232-2.

- Montes Vicente، José María (2001). El libro de los Santos. Alianza، Madrid. ISBN 84-206-7203-3.